# 302 Clarissa
302 Clarissa este un asteroid din centura principală, descoperit pe 14 noiembrie 1890, de Auguste Charlois.